# The Ghost Detective
The Ghost Detective (en hangul, 오늘의 탐정; romanización revisada, Oneurui Tamjeong), es una serie de televisión surcoreana transmitida del 5 de septiembre del 2018 hasta el 31 de octubre del 2018 a través de KBS2.

## Historia
Lee Da-il, es un investigador privado que atrapa fantasmas, pronto se une a la intrépida Jung Yeo-wool, quien se convierte en su asistente cuando se unen para resolver un misterio relacionado con la muerte de su hermano menor, Yeo-wool también ayuda a Da-il a resolver otros crímenes misteriosos, algunos que involucran fantasmas, sin embargo las cosas cambian drásticamente cuando unod e esos casos lleva a la muerte de Da-il ocasionando que se convierta en fantasma.
Pronto Da-il y Yeo-wool conocen a una misteriosa mujer llamada Sunwoo Hye, quien extrañamente aparece en todas las escenas de los crímenes que investigan.

## Reparto

### Personajes principales
| Actor                  | Personaje             | Papel                  | Nº de episodios | Duración |
| ---------------------- | --------------------- | ---------------------- | --------------- | -------- |
| Choi Daniel            | Lee Da-il             | Detective              | 32              | 2018     |
| Park Eun-bin           | Jung Yeo-wool         | Asistente de Detective | 32              | 2018     |
| Lee Ji-ah Heo Jung-eun | Sunwoo Hye (de joven) | Mujer vestida de rojo  | 32              | 2018     |

### Personajes recurrentes
| Actor         | Personaje      | Papel                                                   | Nº de episodios | Duración |
| ------------- | -------------- | ------------------------------------------------------- | --------------- | -------- |
| Kim Won-hae   | Han Sang-seop  | Jefe de la Agencia de Detectives / Investigador Privado | -               | 2018     |
| Lee Jae-kyun  | Park Jung-dae  | Detective de la Policía                                 | -               | 2018     |
| Lee Joo-young | Gil Chae-won   | Examinadora Médico                                      | -               | 2018     |
| Shin Jae-ha   | Kim Gyeol      | -                                                       | -               | 2018     |
| Chae Ji-an    | Jung Yi-rang   | Hermana de Yeo-wool                                     | -               | 2018     |
| Park Joo-hee  | Baek Da-hee    | Abogada                                                 | -               | 2018     |
| Yoo Su-bin    | Kang Eun-jung  | Aspirante de Periodista                                 | -               | 2018     |
| Hyun Bong-sik | -              | Detective                                               | -               | 2018     |
| Kim Min-sang  | Sim            | Jefe del Escuadrón de Detectives                        | -               | 2018     |
| Ye Soo-jung   | -              | Madre de Da-il                                          | -               | 2018     |
| Yoo Soo-bin   | Kang Eun-chong | -                                                       | -               | 2018     |

### Otros personajes
| Actor        | Personaje   | Ocupación                      | Nº de episodios | Duración |
| ------------ | ----------- | ------------------------------ | --------------- | -------- |
| Mi Ram       | Chan-mi     | Maestra del Jardín de Infancia | -               | 2018     |
| Kim Hyun-jin | Jung Ga-ram | Niño Secuestrado               | 2               | 2018     |
| Shin Si-ah   | Lee Ha-eun  | Niña Secuestrada               | 2               | 2018     |
| Park Bom     | Se Rin      | Amiga de Ha-eun                | -               | 2018     |

### Apariciones especiales
| Actor         | Personaje     | Ocupación                        | Nº de episodios | Duración |
| ------------- | ------------- | -------------------------------- | --------------- | -------- |
| Park Ho-san   | Lee Kyung-woo | CEO y Padre de Ha-eun            | 1               | 2018     |
| Gil Hae-yeon  | Chan-mi       | Directora del Jardín de Infancia | 2               | 2018     |
| Cha Chung-hwa | -             | Esposa de Han Sang-seop          | -               | 2018     |

## Episodios
La serie estuvo conformada por 32 episodios, los cuales fueron transmitidos todos los miércoles y jueves a las 22:00 (zona horaria de Corea (KST)).

### Raitings
| Episodio | Fecha de Emisión         | Promedio de Audiencia | Promedio de Audiencia | Promedio de Audiencia | Promedio de Audiencia |
| Episodio | Fecha de Emisión         | TNmS                  | TNmS                  | AGB Nielsen           | AGB Nielsen           |
| Episodio | Fecha de Emisión         | Escala Nacional       | Seúl                  | Escala Nacional       | Seúl                  |
| -------- | ------------------------ | --------------------- | --------------------- | --------------------- | --------------------- |
| 1        | 5 de septiemnre, 2018    | 4.6 % (NR)            | -                     | 3.7 % (NR)            | -                     |
| 2        | 5 de septiemnre, 2018    | 5.6 % (NR)            | -                     | 4.4 % (NR)            | -                     |
| 3        | 6 de septiembre de 2018  | -                     | -                     | 3.5 % (NR)            | -                     |
| 4        | 6 de septiembre de 2018  | -                     | -                     | 4.0 % (NR)            | -                     |
| 5        | 12 de septiembre de 2018 |                       |                       |                       |                       |
| 6        | 12 de septiembre de 2018 |                       |                       |                       |                       |
| 7        | 13 de septiembre de 2018 |                       |                       |                       |                       |
| 8        | 13 de septiembre de 2018 |                       |                       |                       |                       |
| 9        | 19 de septiembre de 2018 |                       |                       |                       |                       |
| 10       | 19 de septiembre de 2018 |                       |                       |                       |                       |
| 11       | 20 de septiembre de 2018 |                       |                       |                       |                       |
| 12       | 20 de septiembre de 2018 |                       |                       |                       |                       |
| 13       | 26 de septiembre de 2018 |                       |                       |                       |                       |
| 14       | 26 de septiembre de 2018 |                       |                       |                       |                       |
| 15       | 27 de septiembre de 2018 |                       |                       |                       |                       |
| 16       | 27 de septiembre de 2018 |                       |                       |                       |                       |
| 17       | 3 de octubre de 2018     |                       |                       |                       |                       |
| 18       | 3 de octubre de 2018     |                       |                       |                       |                       |
| 19       | 4 de octubre de 2018     |                       |                       |                       |                       |
| 20       | 4 de octubre de 2018     |                       |                       |                       |                       |
| 21       | 10 de octubre de 2018    |                       |                       |                       |                       |
| 22       | 10 de octubre de 2018    |                       |                       |                       |                       |
| 23       | 11 de octubre de 2018    |                       |                       |                       |                       |
| 24       | 11 de octubre de 2018    |                       |                       |                       |                       |
| 25       | 17 de octubre de 2018    |                       |                       |                       |                       |
| 26       | 17 de octubre de 2018    |                       |                       |                       |                       |
| 27       | 18 de octubre de 2018    |                       |                       |                       |                       |
| 28       | 18 de octubre de 2018    |                       |                       |                       |                       |
| 29       | 24 de octubre de 2018    |                       |                       |                       |                       |
| 30       | 24 de octubre de 2018    |                       |                       |                       |                       |
| 31       | 25 de octubre de 2018    |                       |                       |                       |                       |
| 32       | 25 de octubre de 2018    |                       |                       |                       |                       |
| Promedio | Promedio                 | %                     | %                     | %                     | %                     |

## Música
El soundtrack de la serie es realizado por "Stone Music Entertainment" y "Nyam Nyam Entertainment" y cuenta con canciones con letras en coreano e inglés.
La primera parte fue lanzada el 5 de septiembre del 2018, mientras que la segunda canción fue lanzada el 12 de septiembre del mismo año.

### Parte 1
| No. | Artista (as) | Canción         | Escritor (Letra) | Música    | Duración |
| --- | ------------ | --------------- | ---------------- | --------- | -------- |
| 1   | Park Na-rae  | To You (너에게) | Ji Hoon          | Rocoberry | 3:15     |
| 2   | -            | To You (Inst.)  | -                | Rocoberry | 3:15     |

### Parte 2
| No. | Artista (as) | Canción          | Escritor (Letra) | Música                      | Duración |
| --- | ------------ | ---------------- | ---------------- | --------------------------- | -------- |
| 1   | Cha Ji-hye   | Twinkle (빛나던) | Ji Hoon          | Lee Seung-joo y Jang Ji-hye | 3:44     |
| 2   | -            | Twinkle (Inst.)  | -                | Lee Seung-joo y Jang Ji-hye | 3:44     |

### Parte 3
| No. | Artista (as) | Canción         | Escritor (Letra) | Música                                                   | Duración |
| --- | ------------ | --------------- | ---------------- | -------------------------------------------------------- | -------- |
| 1   | Lee Bo-ram   | One Day (하루)  | Ji Hoon          | Goo Hye-rim, Yoon Sung-joon y Lee Hyung-soon (Chansline) | 3:45     |
| 2   | -            | One Day (Inst.) | -                | Goo Hye-rim, Yoon Sung-joon y Lee Hyung-soon (Chansline) | 3:45     |

### Parte 4
| No. | Artista (as) | Canción                                       | Escritor (Letra) | Música        | Duración |
| --- | ------------ | --------------------------------------------- | ---------------- | ------------- | -------- |
| 1   | Wheesung     | The Reason I Have Waited (내가 기다리는 이유) | Ji Hoon          | Ahn Young-min | 2:52     |
| 2   | -            | The Reason I Have Waited (Inst.)              | -                | Ahn Young-min | 2:52     |

### Parte 5
| No. | Artista     | Canción                        | Escritor (Letra) | Música         | Duración |
| --- | ----------- | ------------------------------ | ---------------- | -------------- | -------- |
| 1   | Yoon Mi-rae | You, You, You (그대 그대 그대) | Ji Hoon          | Hwang Chan-hee | 3:50     |
| 2   | -           | You, You, You (Inst.)          | -                | Hwang Chan-hee | 3:50     |

### Parte 6
| No. | Artista (as) | Canción              | Escritor (Letra) | Música        | Duración |
| --- | ------------ | -------------------- | ---------------- | ------------- | -------- |
| 1   | Joy y Mark   | My Dream (나라는 꿈) | Ji Hoon          | Lee Seung-joo | 3:25     |
| 2   | -            | My Dream (Inst.)     | -                | Lee Seung-joo | 3:25     |

## Premios y nominaciones
| Año  | Premio            | Categoría                                       | Nominado      | Resultado | Ref.   |
| ---- | ----------------- | ----------------------------------------------- | ------------- | --------- | ------ |
| 2018 | Premios KBS Drama | Premio a la excelencia, actor en una miniserie  | Choi Daniel   | Ganador   | [ 17 ] |
| 2018 | Premios KBS Drama | Premio a la excelencia, actriz en una miniserie | Park Eun-bin  | Nominada  | [ 17 ] |
| 2018 | Premios KBS Drama | Mejor actor de reparto                          | Kim Won-hae   | Ganador   | [ 17 ] |
| 2018 | Premios KBS Drama | Mejor actriz revelación                         | Lee Joo-young | Nominada  | [ 17 ] |
| 2018 | Premios KBS Drama | Mejor actriz joven                              | Heo Jung-eun  | Nominada  | [ 17 ] |

## Producción
La serie fue creada por el equipo de producción de dramas de la KBS y también fue conocida como "Today's Detective" y/o "Today's Private Investigator". Originalmente la serie había recibido el nombre de "A Few Good Men" (어퓨굿맨; Eopyugunmaen).
Fue dirigida por Lee Jae-hoon, y escrita por Han Ji-wan, la producción estuvo a cargo de Yoon Jae-hyuk con el apoyo de los productores ejecutivos Jung Ah-reum, Kim Seong-gon y Lee Gun-joon.
La primera lectura del guion fue realizada en junio del 2018 en el edificio KBS Annex.
Contó con el apoyo de las compañías de producción "Beyond J" y "NK Mulsan Co., Ltd.", y fue emitida por la Korean Broadcasting System, "KBS".